# Evangelische Kirche Borken (Ostpreußen)
An die Evangelische Kirche Borken (Ostpreußen) erinnern heute nur noch die Ruinenreste eines Backsteinbaus aus dem 15. Jahrhundert. Bis 1945 war sie das Gotteshaus des evangelischen Kirchspiels Borken im ostpreußischen Kreis Preußisch Eylau und liegt heute im Gebiet der Gmina Bartoszyce (Landgemeinde Bartenstein) in der polnischen Woiwodschaft Ermland-Masuren.

## Geographische Lage
Borki (deutsch Borken) liegt in der nördlichen Mitte der Woiwodschaft Ermland-Masuren, sechs Kilometer westnordwestlich der Stadt Bartoszyce (Bartenstein). Das Dorf ist von der Woiwodschaftsstraße 512 aus auf einer Nebenstraße in Richtung Pilwa (Pillwen) zu erreichen. Die Kirchenruine steht in der Ortsmitte.

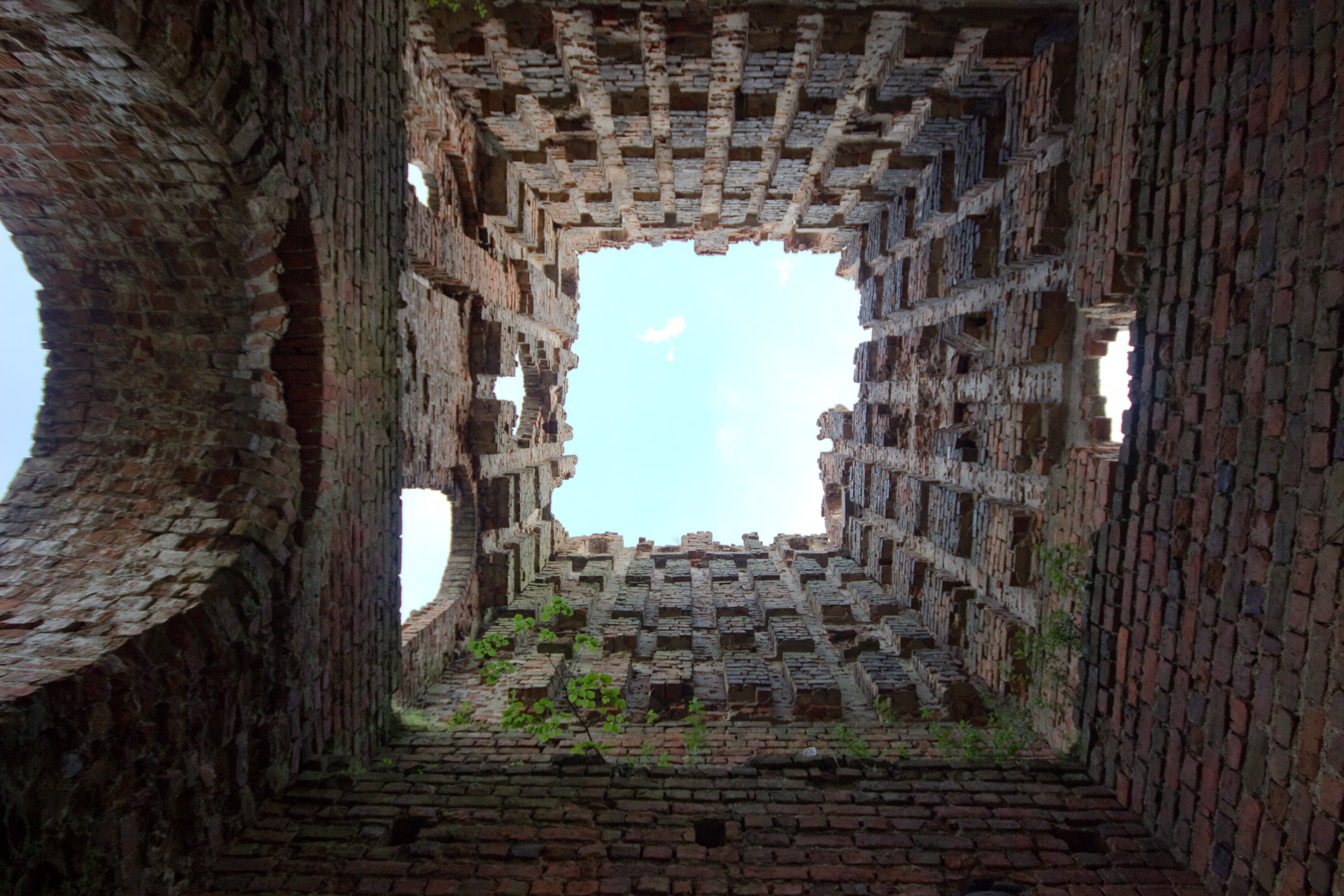
Blick in das Innere der Turmruine

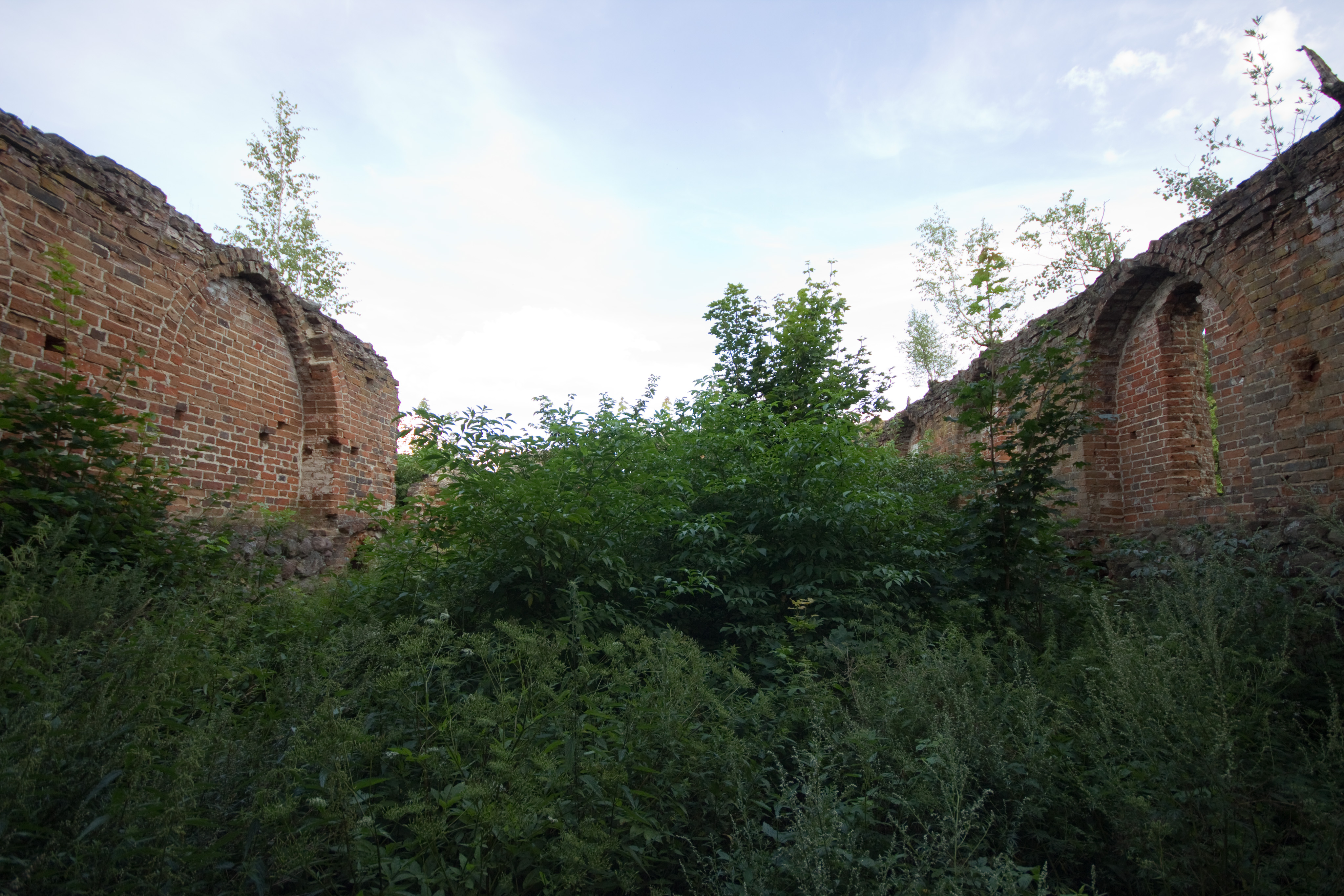
Mauerreste des Kirchenschiffs

## Kirchengebäude
Bei der Borkener Kirche handelt es sich um einen chorlosen verputzten Backsteinbau. Das Bauwerk aus dem 15. Jahrhundert ruht auf einem Feldsteinfundament. An der Ostseite befand sich ein siebenteiliger Giebel. Der Westturm wurde erst in den Jahren 1685 bis 1688 angebaut.
Im Innenraum befand sich eine Holzdecke. Der Sockel und die Flügel des Altarschreins sowie die Kanzel wurden 1618 angefertigt. Die Kreuzigungsgruppe im Obergeschoss wurde um 1715 eingefügt. Die Christusfigur von Bertel Thorvaldsen ersetzte eine Marienfigur des Schreins aus der Zeit um 1430. Aus der Werkstatt der Kreuzigungsgruppe stammt der um 1715 erstellte Taufengel.
Im Jahre 1843 erhielt die Kirche eine Orgel. Das Geläut bestand aus nur einer Glocke aus der Mitte des 18. Jahrhunderts.
Die Borkener Kirche brannte 1945 in den Kriegswirren ab. Ihre Ruine steht heute unter Schutz eines Denkmals niederer Kategorie.

## Kirchengemeinde

### Kirchengeschichte
Die Gründung der Kirche in Borken erfolgte bereits vor 1400. Die Reformation fasste hier nach 1525 Fuß, und die Zahl der Kirchengemeindeglieder stieg bis 1925 auf 1.150.
Bis zum Jahr 1945 war die Kirchengemeinde Borken in den Kirchenkreis Preußisch Eylau (die Kreisstadt liegt heute in der russischen Oblast Kaliningrad und heißt jetzt Bagrationowsk) eingebettet und unterstand dem Superintendenturbezirk Landsberg (heute polnisch Górowo Iławeckie).
Die zerstörte Kirche sowie Flucht und Vertreibung der einheimischen Bevölkerung setzten der evangelischen Gemeinde in Borken ein Ende. Die heute hier lebenden evangelischen Kirchenglieder gehören zur Kirchengemeinde in der Stadt Bartoszyce (Bartenstein), die ihrerseits eine Filialgemeinde der Johanneskirche in Kętrzyn (Rastenburg) ist und zur Diözese Masuren der Evangelisch-Augsburgischen Kirche in Polen gehört.

### Kirchspielorte
Zum Kirchspiel der evangelischen Kirche Borken gehörten bis 1945:
| Deutscher Name                     | Polnischer Name |  | Deutscher Name              | Polnischer Name |
| ---------------------------------- | --------------- |  | --------------------------- | --------------- |
| Ardappen                           | Ardapy          |  | Paulienen                   | Pawłówka        |
| *Borken                            | Borki           |  | Pillwen                     | Pilwa           |
| Groß Wolla 1938–1945 Großwallhof   | Wola            |  | Schonklitten                | Wysieka         |
| Klein Wolla 1938–1945 Kleinwallhof | Wólka           |  | *Spittehnen                 | Spytajny        |
| Lengen                             | Łęg             |  | *Tolks (Dorf) mit Neu Sorge | Tolko           |

### Pfarrer
Zwischen 1532 und 1945 amtierten an der Kirche Borken die evangelischen Geistlichen:
- Nicolaus Napps, 1532–1533
- NN.
- Christoph Selig, 1580–1604
- Georg Gramm, 1610–1632
- Abraham David Lüneburg
- Johann Seli
- Johann Täschner, 1655/1668
- Daniel Haase, 1678–1707[7]
- Johann Jacob Kusch, 1704–1729
- Wilhelm Christoph Hasselbach, 1730–1732
- Gottfried Schwenkner, 1732–1750
- Christian Zeidler, 1736–1750
- Johann Richard Bock, 1750–1776
- Georg Wilhelm Rhenius, 1776–1806
- Georg Karl Fleischer, 1804–1807
- Friedrich Theodor Weichert, 1808–1816
- Adolf Reinhard Ziegner, 1816–1823
- Johann Benjamin Felskau, 1823–1866
- Heinrich Theodor Meier, 1866–1885
- Friedrich Wilhelm Hermoneit, 1886–1891
- Carl Ferdinand Blazejewski, 1892–1900[8]
- Johannes Urbschat, 1901–1913
- Bruno Otto L. Zippel, 1913–1945[9]

### Kirchenbücher
Von den Kirchenbüchern der Pfarrei Borken sind erhalten und werden bei der Deutschen Gesellschaft für Genealogie (DZfG) in Leipzig aufbewahrt:
- Taufen: 1678 bis 1695 und 1715 bis 1874
- Trauungen: 1678 bis 1695 und 1730 bis 1874
- Begräbnisse: 1678 bis 1695 und 1730 bis 1874.